# Stemma dell'Ucraina

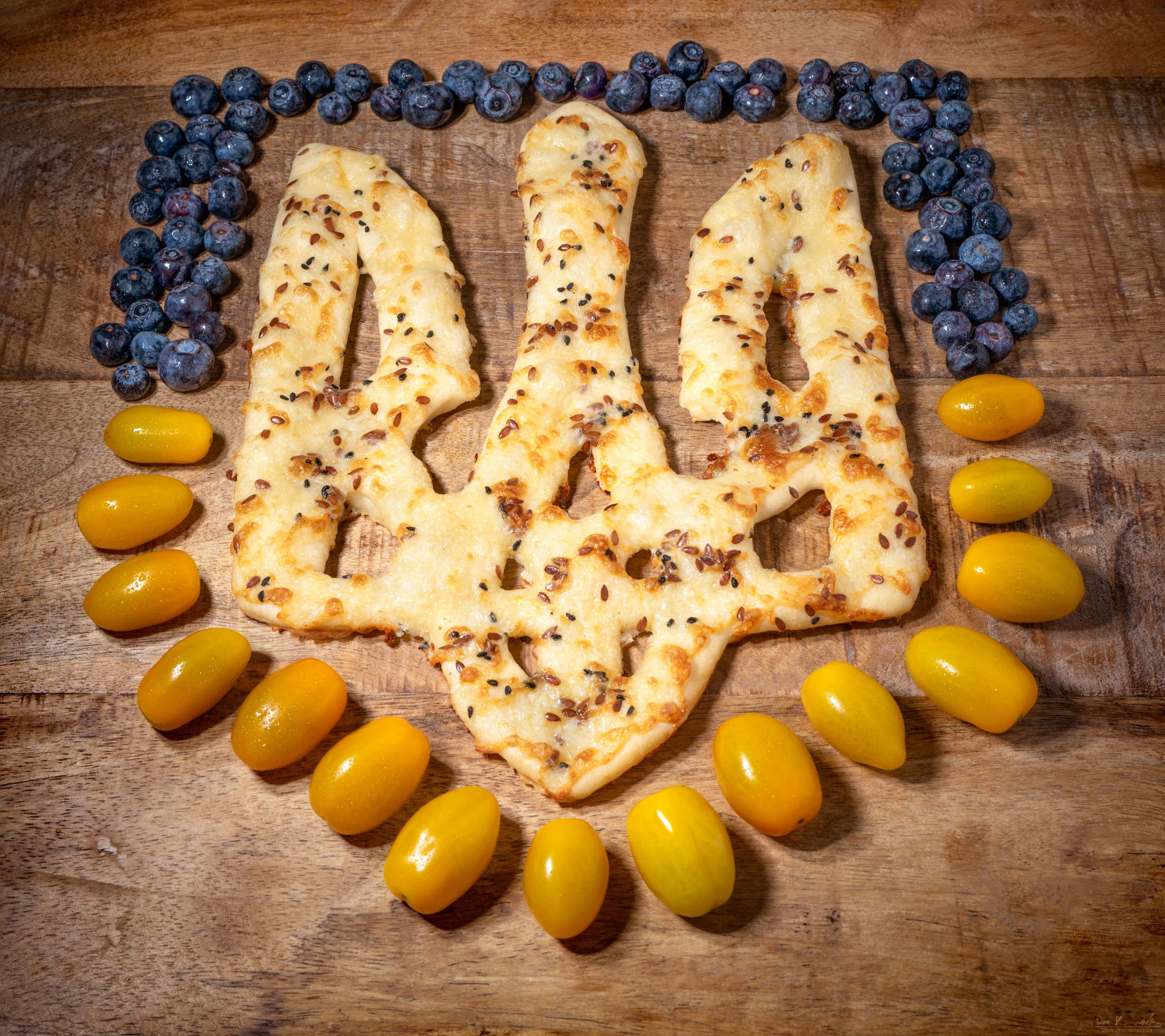
Pane modellato a forma di tridente ucraino

Lo stemma nazionale dell'Ucraina (in ucraino Державний Герб України?, Deržavnyj Herb Ukrajiny) ha gli stessi colori della Bandiera dell'Ucraina; uno scudo blu, circondato da un contorno giallo, contenente il tryzub giallo. Appare anche sulla bandiera presidenziale.
Per sineddoche, è noto anche come Tryzub (in ucraino Тризуб?, "Tridente").

## Storia
L'emblema rappresenta una composizione prearaldica collegata ad una dinastia del decimo secolo e ad altri elementi risalenti al quindicesimo secolo. Non è possibile determinare con accuratezza l'origine ed il significato del tridente ucraino, sembra possa essere collegato alla scrittura della parola Libertà (ВОЛЯ) pronunciata VOLJA. Scavi archeologici mostrano il simbolo del tridente sin dal I secolo a.C.
È lo stemma ufficiale Ucraino dal 1992, come già lo era nel primo periodo di indipendenza del Paese (1917-1920).

## Stemmi storici

Stemma della Repubblica Popolare Ucraina (1917-1920)
Stemma del Governo Nazionale Ucraino (1941)